# Sygnał krakowski
Sygnał krakowski (ang. "McKenny signals" - określenie popularne w Anglii, "Lavinthal discards" - amerykańska nazwa, "suit preference discards" - określenie uniwersalne) to ustalenie wistowe obrońców, według którego przy pierwszej zrzutce nie do koloru w obronie kontraktu bezatutowego, zrzucamy kartę z koloru bezwartościowego, a jej wysokość sugeruje wartości w jednym z pozostałych dwóch kolorów: wysoka karta - w starszym, niska - w młodszym z pozostałych.  Na przykład, jeżeli na kiera dorzucimy wysokie karo sugeruje to wartości pikowe, małe karo pokazywałoby wartości w treflach.